# Список персонажів «One-Punch Man»
Це список канонічних вигаданих персонажів, що з'являються в японській манзі One-Punch Man, створеній ONE (сценарій — оригінальна манґа) та Юсуке Муратою (адаптація).

## Головні персонажі
Сайтама (サイタマ) — головний герой манґи, який переживає кризу особистості через те, що не може знайти собі достойного ворога. Став на стежку героя у 22 роки, на момент подій манґи йому 25 років. Повністю лисий, що є наслідком його виснажливих тренувань і, як наслідок, надзвичайної сили. Через лисину й отримав геройське ім'я "Лисий плащ". Живе в маленькій квартирі у покинутій будівлі. Безробітний, тому йому постійно не вистачає грошей. Ймовірно, він найсильніший герой Землі. Проходячи тест на вступ до геройської асоціації, отримав рекордні результати з тесту на фізичну силу та середні результати з письмового тесту, набрав сумарно 71 бал зі 100, що всього на 1 бал більше мінімальних 70. Тому він отримав найнижчий клас і ранг в організації. Не дивлячись на свою надзвичайну силу, Сайтама дуже скромний. Він не дбає про власну славу, єдине що його цікавить — це пошук гідної битви. На цей час Сайтама на 7-му ранзі B-класу. 
Сейю: Фурукава Макото
Геройське ім'я: "Лисий плащ" (яп. ハゲマント, латиніз.: Hage Manto)
Генос (ジェノス) — юнак-кіборг віком 19 років. Одержимий ідеєю помсти таємничому кіборгу, що знищив його містечко та вбив всіх рідних. Постійно шукає шляхи стати сильнішим, задля досягнення цієї мети готовий на все. Свого часу прохав Доктора Кусено, щоб той зробив його кіборгом. Побачивши силу Сайтами, набивається йому до учнів, щоб отримати таку ж могутність. Хоча, на перший погляд, може здатися, що Геноса цікавлять лише шляхи здобуття сили, насправді Генос має яскраво виражене почуття справедливості та ставить життя невинних людей вище за власне. Отримав максимальні бали з тесту на супергеройську придатність і відразу був зарахований до S-класу.. 
Сейю: Ісікава Кайто 
Геройське ім'я: "Демон-кіборг" (яп. 鬼サイボーグ, латиніз.: Oni Saibōgu)

## Геройська асоціація

### Герої S-Класу
Кінг
Кінг (King, Kingu), що займає 7 місце на момент зустрічі S-класу, - герой з великими шрамами від пазурів на лівій стороні обличчя. Генос вважає, що він найсильніша людина на планеті й інші члени S-класу ставляться до нього з великою повагою. Насправді він звичайний 29-річний отаку, який не має надздібностей і любить грати в симулятори побачень і файтинги. Коли Кінг був молодшим, на нього напав монстр рівня Тигра, який вп'явся кігтями йому в обличчя. Але коли молодий Сайтам переміг його, Кінгу була зарахована перемога, оскільки Сайтам не був зареєстрований в Асоціації героїв. Інші подібні зображені "перемоги" показують, що Сайтама та інші обставини змушують демонів високого рівня вмирати поряд із ним, і він часто отримує всі заслуги. В результаті він був поміщений у S-клас. Кінг не протестував через привілеї та багатство S-класу, незабаром став одним із найпопулярніших героїв. Кінг часто стає мішенню для монстрів та вбивць; проте, завдяки його успіху, вороги переоцінюють його і в результаті тікають через його присутність. Люди дали його особливої техніки прізвисько "Двигун Кінга", який насправді є його серце, що б'ється так голосно і швидко, що це відлякує ворогів. Хоча Сайтама знає про брак здібностей Кінга, він не проти віддати належне Кінгу, а навпаки, заохочує його продовжувати надихати людей як героя S-класу. Кінг і Сайтама стають друзями й часто відвідують один одного, щоб пограти у відеоігри. Оскільки він був присутній у минулому житті Сайтами, коли той врятував йому життя, Кінг — єдина людина, яка пам'ятає, коли у Сайтами було волосся, до того як той знайшов свою силу ціною облисіння.
Кінга озвучує Хірокі Ясумото в японській версії та Річ Браун в англійському дубляжі.
Тацумакі
Тацумакі (Senritsu no Tatsumaki) - є професійним героєм 2 рангу S-класу Асоціації. Тацумакі — мініатюрна жінка, яку часто вважають набагато молодшою, ніж вона є насправді. У неї підліткове обличчя зі смарагдово-зеленими очима та зеленим волоссям, яке від природи завивається на кінцях. Вона носить чорну сукню з довгими рукавами й чотирма розрізами з високим вирізом, що підкреслюють її ноги, і чорні туфлі на низькому підборі.Будучи другою у класі S, Тацумакі неймовірно сильна. Вона є однією з найсильніших живих героїв у світі та найсильнішим еспером досі. Фубукі визначає її як монстра, так само як і Милу Маску, який вважає за краще не переходити з A-класу в S-клас, щоб не дати слабакам піднятися службовими сходами. Її здібності настільки великі, що багато людей вважають, що не існує істоти, яка могла б перемогти її звичайними методами, і світ розглядає її як абсолютну зброю асоціації. Повна міра її сили була показана під час її битви зі злиттям Псайкос та Орочі, надзвичайно могутнього монстра, який є результатом злиття двох могутніх містичних істот драконячого рівня загрози Псайкоса та Орочі. Тацумакі змогла здолати й перемогти їх, коли вона повністю зосередилася на монстрі.

## Інші
Це персонажі, яких не можна віднести ні до злодіїв, ні до героїв.